# سان آدریان د خوارس
سان آدریان د خوارس (به اسپانیایی: San Adrián de Juarros) یک شهرستان در اسپانیا است که در کاستیا و لئون واقع شده‌است.

## خصوصیات
سان آدریان د خوارس ۲۰ کیلومترمربع مساحت و ۷۱ نفر جمعیت دارد و ۱٬۰۵۵ متر بالاتر از سطح دریا واقع شده‌است.